# Зімнохи-Сьвехи
Зімнохи-Сьвехи (пол. Zimnochy-Świechy) — село в Польщі, у гміні Сураж Білостоцького повіту Підляського воєводства.
Населення — 106 осіб (2011).
У 1975-1998 роках село належало до Білостоцького воєводства.

## Демографія
Демографічна структура станом на 31 березня 2011 року:
|          | Загалом | Допрацездатний вік | Працездатний вік | Постпрацездатний вік |
| -------- | ------- | ------------------ | ---------------- | -------------------- |
| Чоловіки | 47      | 6                  | 31               | 10                   |
| Жінки    | 59      | 10                 | 28               | 21                   |
| Разом    | 106     | 16                 | 59               | 31                   |